# Ilonavár (Ecseg)
Ilonavár (vagy Ecseg vára) egy mára elpusztult középkori vár a Cserhátban, Ecseg közelében.

## Fekvése
A vár a falutól északnyugatra, a Szuha-patak mellett fekvő 195 méter magas dombon található. Jelzetlen úton lehet megközelíteni. A romok közelében tájékoztató tábla áll.

## Története
A vár keletkezése a tatárjárás utáni időszakra tehető, építtetője valószínűleg a Csák nemzetség Újlaki ágához kapcsolható. Egy 1265-ös oklevél a közeli területet Várerdőnek nevezi, melynek birtokosa Csák fia, János volt, aki 1297-ben lovászmester, 1311–13-ban pedig országbírói tisztséget is betöltött. Mivel Csák Mátéval szövetkezett, birtokait 1314–15-ben hűtlenség miatt Károly Róbert király elvette, Ecseg várát és négy körülötte fekvő falut (Bokor, Ecseg, Kutasó, Szentiván) 1324-ben Harsendorfi Ulving (más néven: Horsundorfer Ulvengen vagy Wluingus de Horsindorph). Miután ő a Zára ostrománál 1346-ban elesett, nővérét, Erzsébetet az ország rendjei és Erzsébet anyakirálynő 1347-ben fiúsították, így teljes örökségét az ő férje, Szécsényi Tamás erdélyi vajda fia, Kónya (Miklós) főtárnokmester, szepesi és sárosi ispán kapta meg. Ezt Nagy Lajos 1365-ös oklevele erősítette meg. A vár a Szécsényi család tulajdona maradt, mígnem 1454-ben Kónya ükunokája, Szécsényi László fia, János egyéb birtokaival együtt sógorának, Losonczi Albertnek zálogosította el 16.000 forintért. Ekkor a vár még valószínűleg nem állt, az oklevél ugyanis nem szól róla. Pusztulása talán a környékre a 15. század középső évtizedeiben betelepedő cseh husziták elleni harcokhoz kapcsolható. De az is lehet, hogy a Szécsényi család hagyta pusztulni vagy romboltatta le, hiszen a közeli Hollókő várának birtokában a kicsiny, kedvezőtlen fekvésű ecsegi vár fenntartása szükségtelenné vált.
A környező területek ezután a hollókői vár uradalmához tartoztak. A falut Szapolyai János 1528-ban Werbőczy Istvánnak adományozta, a Losonczy család Ferdinánd királytól 1552-ben kapta vissza. 1598-ban, Losonci Annával kötött házassága után Forgách Zsigmond lett az új tulajdonos.
A vár a török elleni harcokban nem játszott szerepet, romjait legfeljebb megfigyelésekre használhatták. Köveit a későbbi építkezések során széthordták. 1826-ban Mocsáry Antal a még több emelet magasságban álló toronyról írt, mely már azonban akkor is erősen pusztuló állapotban volt. A legelő marhákra veszélyt jelentő torony maradványait a 20. század elején bontották el, a kövekből házak és hengergőzmalom épültek a faluban.

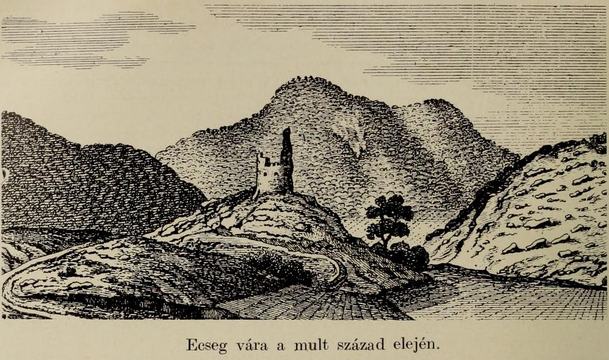
A vár a 19. század elején

## Kutatása
A várral kapcsolatos helyi hagyományt 1826-ban Mocsáry Antal jegyezte le. A vár lakója egykor egy Borbála nevű asszony volt, aki az átutazó férfiaknak ajándékokat osztogatott. Az ekéből kifogott ökörpár odaajándékozására vezeti vissza Mocsáry az Ekebontó Borbála kifejezés eredetét.
A várban régészeti feltárást nem folytattak.

## Leírása
Napjainkig csak a vár alapfalainak maradványai maradtak fenn. Helyenként felismerhetőek a várat övező árkok és sáncok is. A toronyhoz valószínűleg palotaszárny csatlakozott, ezen épületeket pedig falak vették körül. A vár tényleges szerkezete azonban csak ásatással lenne tisztázható.